# Aphoebantus melanogaster
Aphoebantus melanogaster är en tvåvingeart som först beskrevs av Jacques-Marie-Frangile Bigot 1892.  Aphoebantus melanogaster ingår i släktet Aphoebantus och familjen svävflugor. Inga underarter finns listade i Catalogue of Life.